# Krasnojilsk
De plaats Krasnojilsk (Oekraïens: Красноїльськ, Russisch: Красноильск, Roemeens: Crasna-Ilschi) is gelegen in de oblast Tsjernivtsi in het westen van Oekraïne. Krasnojilsk werd gesticht in 1431 onder de naam Krasnaja, wat in het Nederlands rood betekent. Het ligt op een afstand van ca. 40 kilometer van de regionale hoofdstad Tsjernivtsi en op een afstand van ca. 8 kilometer van de Roemeense grens. Het is dan ook niet verwonderlijk dat een groot deel van de inwoners Roemeens spreekt en ook etnisch Roemeens is. Krasnojilsk ligt aan de voet van het Karpatengebergte, in de nabijheid van een bosgebied waar wisenten (Bison bonasus) zijn geherintroduceerd.

## Demografie
| 1970  | 1979  | 1989  | 2001  | 2011  | 2012  | 2013  | 2014   | 2015   |
| ----- | ----- | ----- | ----- | ----- | ----- | ----- | ------ | ------ |
| 6.448 | 7.206 | 7.817 | 9.142 | 9.738 | 9.879 | 9.950 | 10.021 | 10.112 |

Bronvermelding bovenstaande tabel:

## Galerij

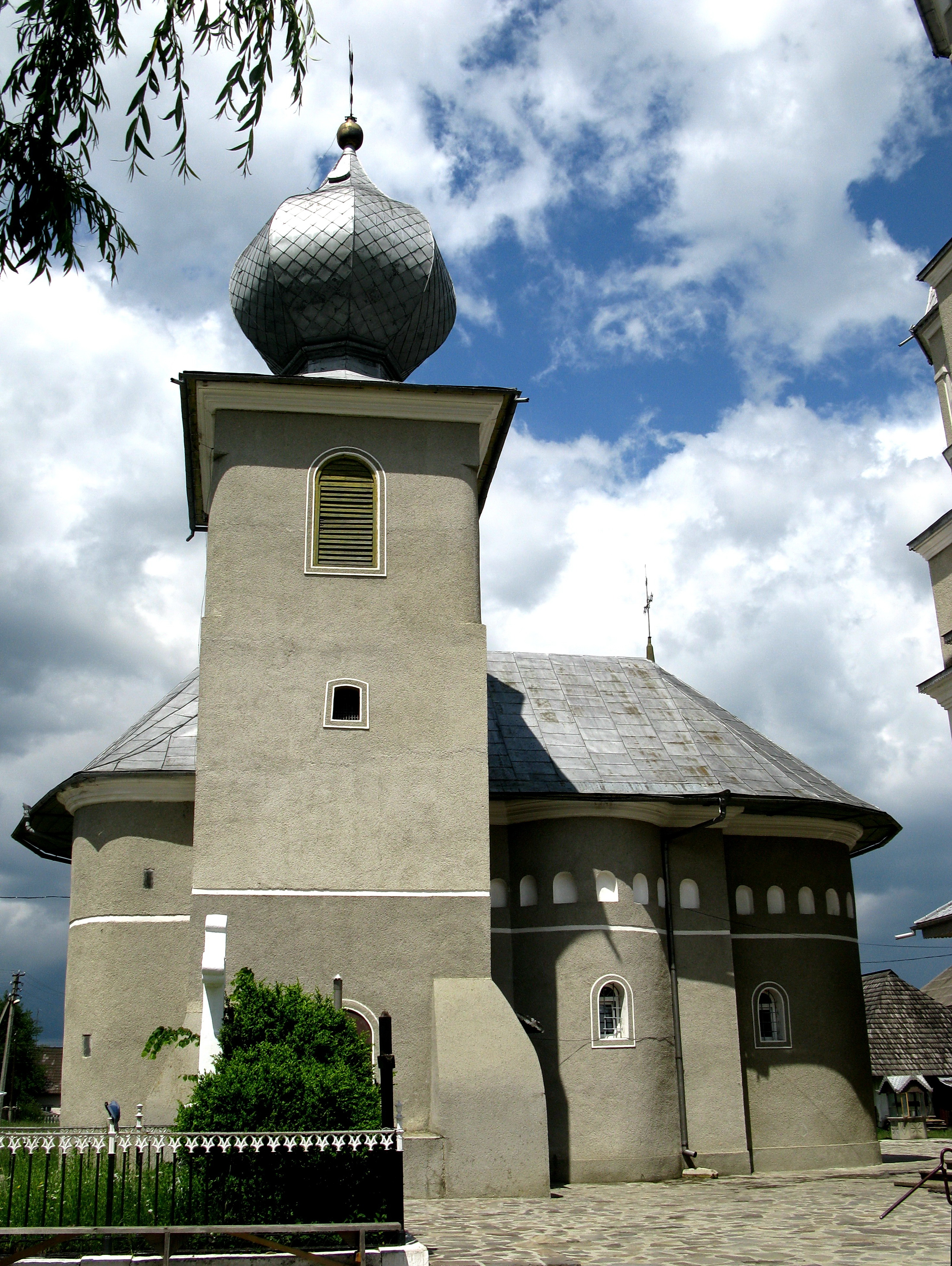
Kerk van Johannes de Doper in Krasnojilsk, gebouwd in 1792.